# Réserve naturelle de Leutratal et Cospoth
La réserve naturelle de Leutratal et Cospoth, en allemand Naturschutzgebiet Leutratal und Cospoth, est une réserve naturelle située au sud-ouest de la ville d'Iéna, en Allemagne. 

## Description et historique
La réserve est entretenue par l'organisation non gouvernementale Naturschutzbund Deutschland. Elle est constituée d'une partie de la vallée de la rivière Leutra, sur une superficie de 582,9 hectares ; la réserve a été créée à titre provisoire en 1937 et confirmée en 1961 pour une superficie de 141,5 hectares, puis portée à sa superficie actuelle en 2007. Elle accueille notamment une grande variété de fleurs sauvages, dont vingt-six espèces d'orchidées. 
Entre 2014 et 2016, une autoroute (la Bundesautobahn 4) construite pendant les années 1930 a été détruite grâce à la création d'une nouvelle route et d'un tunnel d'une longueur de trois kilomètres, le Jadbergtunnel, afin de réduire l'impact de la route sur la réserve naturelle. Les résultats de cette initiative sont mitigés à ce stade : les travaux ont favorisé l'implantation de plantes invasives, dont Bunias orientalis, peut-être au détriment des fleurs sauvages autochtones. En revanche, la présence de davantage de chauve-souris (dont l'espèce Rhinolophus hipposideros) a été observée. 